# Rosularia viguieri
Rosularia viguieri är en fetbladsväxtart som först beskrevs av Raym.-hamet, Fröd., och fick sitt nu gällande namn av G.R.Sarwar. Rosularia viguieri ingår i släktet Rosularia och familjen fetbladsväxter. Inga underarter finns listade i Catalogue of Life.